# 索爾尼克角

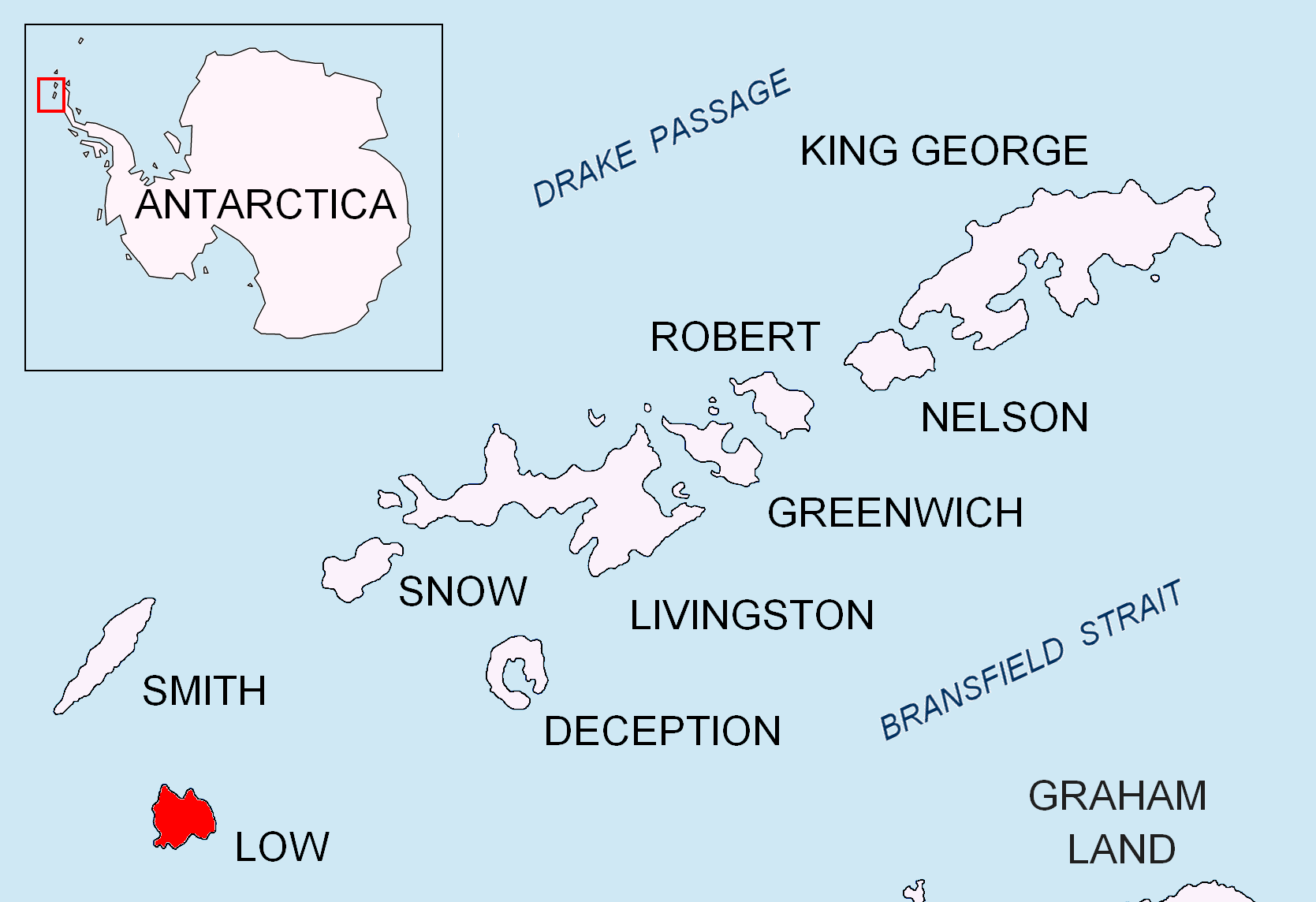

索爾尼克角，是南極洲的海岬，位於南設得蘭群島的洛島西北岸，處於華萊士角西南面4.1公里和加里角以北11.15公里，以保加利亞東北部城鎮命名，現時由南極條約體系管理。
63°15′47″S 62°15′08″W / 63.26306°S 62.25222°W